# Piz Segnas
Il Piz Segnas (3.099 m s.l.m.) è una montagna delle Alpi Glaronesi. Si trova tra il Canton Glarona ed il Canton Grigioni in Svizzera.

## Caratteristiche
La montagna si trova nell'area tettonica di Sardona.
Dalla vetta si dipartono tre creste: quella nord in cui è presente un ghiacciaio conduce al Piz Sardona; la cresta sud e quella sud-ovest sono rocciose.